# Hagenius brevistylus
Espèce
Statut de conservation UICN

 LC  : Préoccupation mineure
Hagenius brevistylus est une espèce monotypique dans la famille des Gomphidae appartenant au sous-ordre des Anisoptères dans l'ordre des Odonates. Son nom vernaculaire français est l'hagénie.

## Description
Ce gomphe mesure en moyenne 84 mm et il fait partie des plus grands gomphes d'Amérique du Nord . Chez cette espèce, le front et les pièces buccales sont jaunes. Le vertex est noir et les yeux sont d'un vert émeraude. Le thorax est noir avec des bandes d'un jaune éclatant. L'abdomen est noir également avec des motifs linéaires jaunes sur le dessus. Les pattes sont noires. Le mâle et la femelle sont relativement identiques.

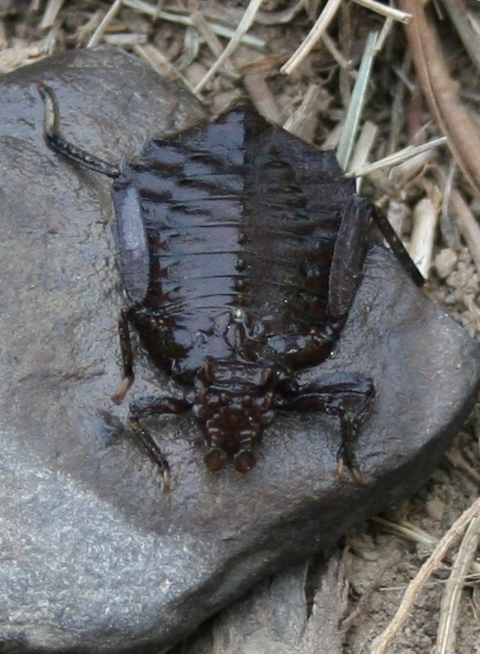
Naïade dHagenius brevistylus

La naïade de ce genre est de forme rectangulaire et très aplatie. Les antennes sont courtes et le dernier segment antennaire est arrondi. La larve est habituellement de couleur sombre et elle se cache dans la litière au fond des rivières ou des lacs.

## Répartition
Cette espèce se rencontre du côté est des États-Unis et au sud-est du Canada.

## Habitat
H. brevistylus fréquente plusieurs habitats comme les ruisseaux, les rivières et les lacs.

## Comportements
Avec sa taille imposante, l'hagénie est capable d'attraper des proies de bonne taille (papillon, insectes aquatiques de grande taille, demoiselles et même d'autres espèces de libellules). Son nom anglais est «Dragonhunter» (chasseur de libellule), un nom qui dévoile bien certaines de ses préférences alimentaires.